# Papilio echerioides
Papilio echerioides là một loài bướm thuộc họ Papilionidae. Nó được tìm thấy ở Subsaharan Africa.
Sải cánh dài 65–75 mm. Has two flight periods từ tháng 1 đến tháng 3 and September đến tháng 11.
Ấu trùng ăn Clausena inaequalis, Toddalia lanceolata, Fagara capensis, Toddalia asiatica, Zanthoxylum delagoense, Vepris lanceolata, Citrus spp.

## Phụ loài
Listed alphabetically.
- P. e. ambangulu Clifton & Collins, 1997
- P. e. chirindanus van Son, 1956
- P. e. echerioides Trimen, 1868
- P. e. homeyeri Plötz, 1880
- P. e. joiceyi Gabriel, 1945 – Zoroaster Swallowtail
- P. e. kiellandi Clifton & Collins, 1997
- P. e. leucospilus Rothschild, 1902
- P. e. nioka (Hancock, 1989)
- P. e. nyiro Carcasson, 1962
- P. e. oscari Rothschild, 1902
- P. e. pseudowertheri Kielland, 1990
- P. e. shirensis (Hancock, 1987)
- P. e. wertheri Karsch, 1898
- P. e. zoroastres Druce, 1878

## Hình ảnh

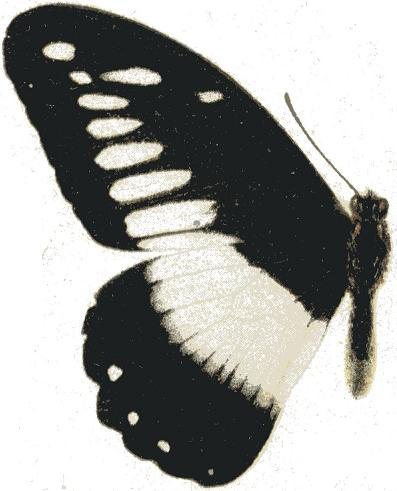
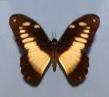
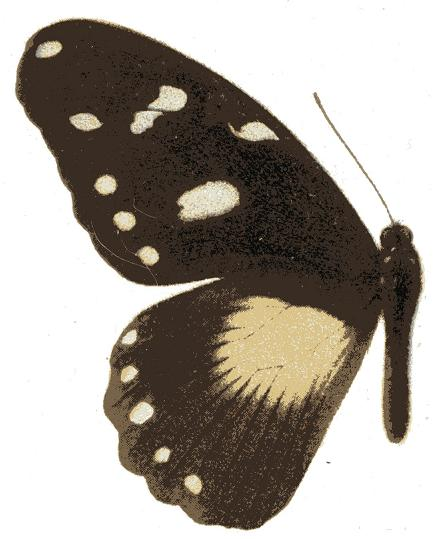